# Bonnanaro-Kultur

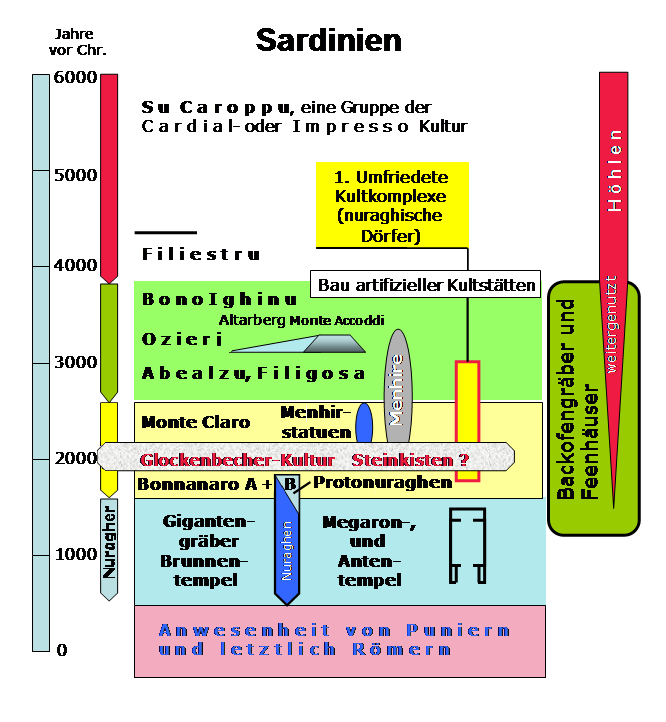
Kulturenfolge auf Sardinien

Den Übergang von der Kupfer- zur frühen Bronzezeit markiert auf Sardinien die zweiphasige (A und B) Bonnanaro-Kultur (2.200–1.600 v. Chr.) mit ihrer schlichten Keramik. Die dickwandigen, unverzierten Tassen und Näpfe mit den spitzohrigen Henkeln weisen Einflüsse der norditalienischen Polada-Kultur auf.
Wissenschaftler diskutieren seit langem über die Phasen der Bonnanaro-Kultur. Es gibt verschiedene Hypothesen zur Chronologie und den Keramiktypen, da der Begriff „Bonnanaro“ die Corona-Moltana-Fazies als auch die nachfolgende Phasen Bonnanaro B, Bonnanaro II oder Sa Turricola, bezeichnet.

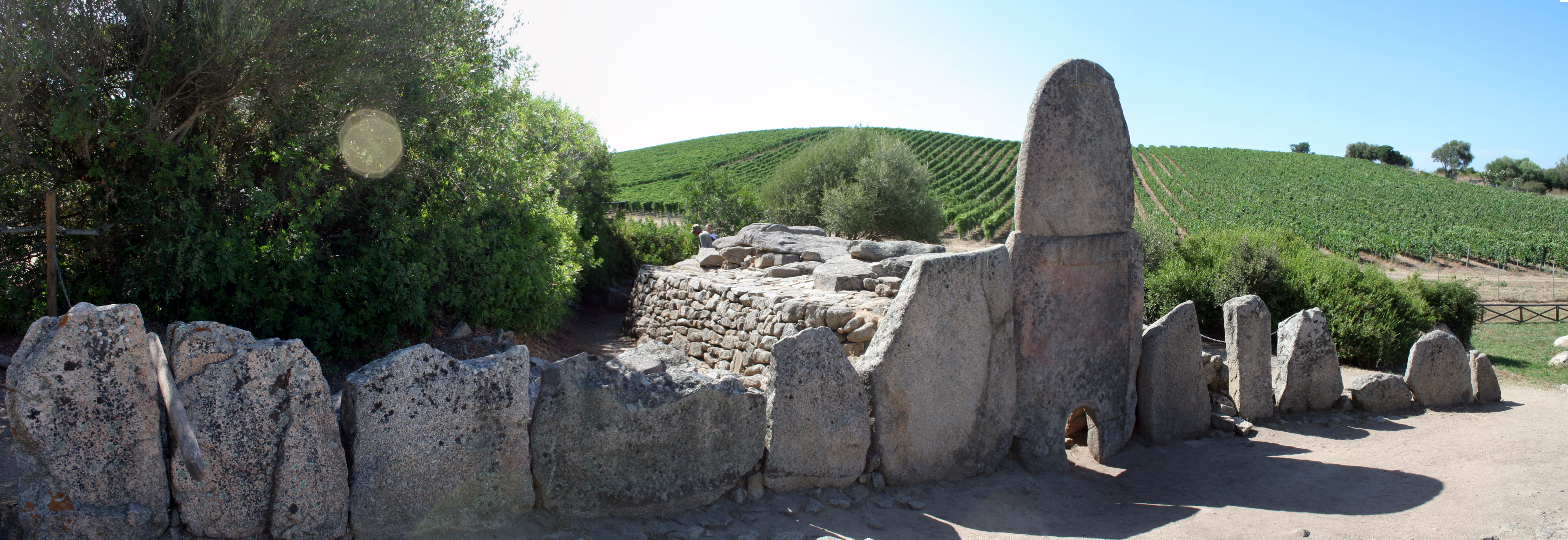
Das Gigantengrab von Coddu Vecchiu bei Arzachena in der Provinz Sassari in der Gallura

- Die Phase A (ca. 2200–1900 v. Chr.;[2] auch: Korona Moltana genannt) ist insgesamt noch durch die in einer 1000-jährigen Tradition stehenden dreifüßigen Gefäße gekennzeichnet,
- während in der Phase B (ca. 1900–1600;[2] auch: Sa Turricula genannt) erstmals Keramikpfannen (ital. tegame) auftauchen. Hinweis auf festländischen Einfluss sind die auf Glockenbecher-Vorbilder zurückgehenden, für Armschutzplatten oder Standeszeichen gehaltenen Brassards (aus Horn, Knochen oder Schiefer).

Die vier kupferzeitlichen Kulturen Sardiniens halten sich nicht an einheitliche Grabtypen. Es werden Dolmen, Galeriegräber und Steinkisten und Hybride wie das Grab von Bingia ’e Monti erstellt und/oder genutzt und weiter Naturhöhlen und Felskammern genutzt, die teilweise mittels der neuen Kupferwerkzeuge ausgebaut bzw. umgestaltet werden. Die Bonnanaro-Leute sind die letzten, die artifizielle Felskammern wie Necropoli di Montessu, Santu Pedru und Sos Furrighesos umgestalten. Auch am Altarberg Monte d’Accoddi sind sie mit einem typischen Dreifußgefäß vertreten. In dieser Periode finden sich erste gestreckte Grabkammern als Vorboten der Gigantengräber der „Tomba di Giganti“; außerdem entstehen Proto- oder „Korridornuraghen“. Am Ende der kurzen Phase von Bonnanaro steht die Nuraghenkultur, die sich bis zum 4. Jahrhundert v. Chr. entwickelt und in einigen Regionen bis zur römischen Herrschaft andauert.
Die Nekropole der Domus de Janas von Corona Moltana bei Bonnanaro wurde bereits 1889 von Antonio Taramelli ausgegraben. Die keramische Typologie zeigt, dass es sich um die Bonnanaro Phase A handelt. Das Hypogäum barg sechs Gräber, von denen einige noch intakt waren, so dass sogar Reste der Kleidung geborgen wurden. Eine besondere Sitte dieser Kultur, die die Zuordnung ebenfalls ermöglichte waren trepanierte Schädel. Das Hypogäum konnte wegen der schlechten Erhaltung des Kalksteins aber lange nicht besichtigt werden.